# Площа Вікторії (Аделаїда)

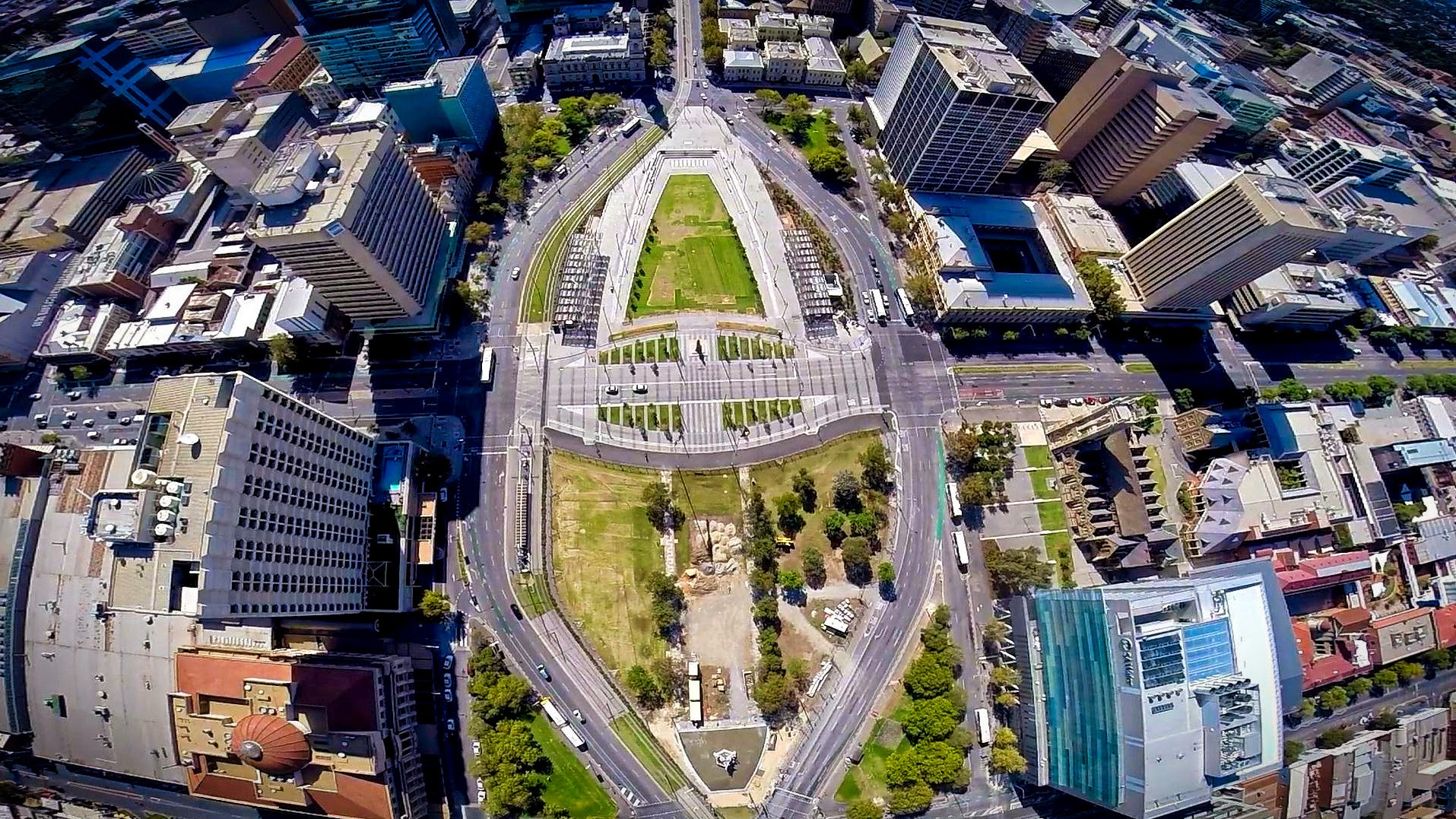
Вид з площі Вікторія.

Площа Вікторії , також відома як Tarntanyangga  або Tarndanyangga  , є громадською площею в столиці Південної Австралії Аделаїди ."Площа Вікторії" була названа комітетом з присвоєння імен вулиці 23 травня 1837 року.На честь принцеси   Вікторії ,  спадкоємиці британського трону.   Менш ніж через місяць король помер, а Вікторія стала королевою.  Люди Каурни знають місцевість як Тарнданьянга , "Місце мріяння червоного кенгуру".  Відповідно до визнання Міської ради Аделаїди країною Каурна, цей район офіційно називається площею Вікторія / Тарнданьянга.  Площа була модернізована в 2014 році, додано нове освітлення, а фонтан перемістився з північного кінця на південний край площі.   У період Різдва  традиційно ,в північній частині площі  споруджують новорічну ялинку висотою до 24.5м.. 

## Опис
Площа Вікторії знаходиться в центрі  міста .  Вона межує з численними державними установами на північному і південному кінцях, включаючи Верховний суд Південної Австралії , суд Аделаїди магістратів , Федеральний суд Австралії , історичну будівлю старої скарбниці (тепер готель під управлінням мережі готелів Адіна ). і поштове відділення Аделаїди.  На східній стороні знаходиться римо-католицька церква собору Святого Франциска Ксав'є , головний офіс SA , урядові установи штату, включаючи офіс прем'єр-міністра, і будівлю Торренса .  Наразі в будівлі Торренса розташовані кампуси декількох міжнародних університетів, включаючи школу енергетики і ресурсів UCL (спеціалізована вища школа університетського коледжу в Лондоні ), коледж Хайнц в Австралії , університет Карнегі Меллона, університет Торренс в Австралії та інші установи.  Західна сторона площі містить більше комерційно орієнтованих будівель, включаючи Центральний ринок Аделаїди , готель Хілтон, а також офіси різних консультантів, юридичних фірм і страхових компаній. 
Вулиця короля Вільгельма проходить через площу, роблячи алмазну форму, з південної проїзної частини, що проходить через східну сторону, а північна проїжджаюча дорога проходить через західну сторону площі.  Площа ділиться ділянкою дороги (технічно частиною площі), яка з'єднує вулицю Вейкфілд (що входить зі сходу) з вулицею Гроте (на захід).  Трамвайна зупинка (колишній термінал ) для трамвайної лінії Glenelg знаходиться на південь від статуї королеви Вікторії; вона була перенесена з центру на західний край площі в 2007 році, як частина розширення, яке було зроблено до трамвайної лінії в той час. 

## Історія

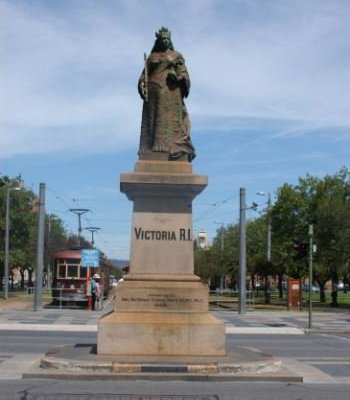
Статуя королеви Вікторії (на малюнку до 2007 року), споруджена в центрі площі в 1894 році

Зв'язок між аборигенними людьми і площею, як центром навколишнього простору, сягає багатьох століть, до того часу, коли люди зібралися там на спеціальні церемонії і танці.  Тарнданьянга була "штабом" або центральним табором "племені Дундагунья", громадою, що налічувала тисячі.    Протягом 1960-х років громада аборигенів відновила свою діяльність на площі Вікторія, а район перед тим, що був тоді центральним відділенням міліції (і зараз є будівлею судів Співдружності), стає соціальним і збірним пунктом. 

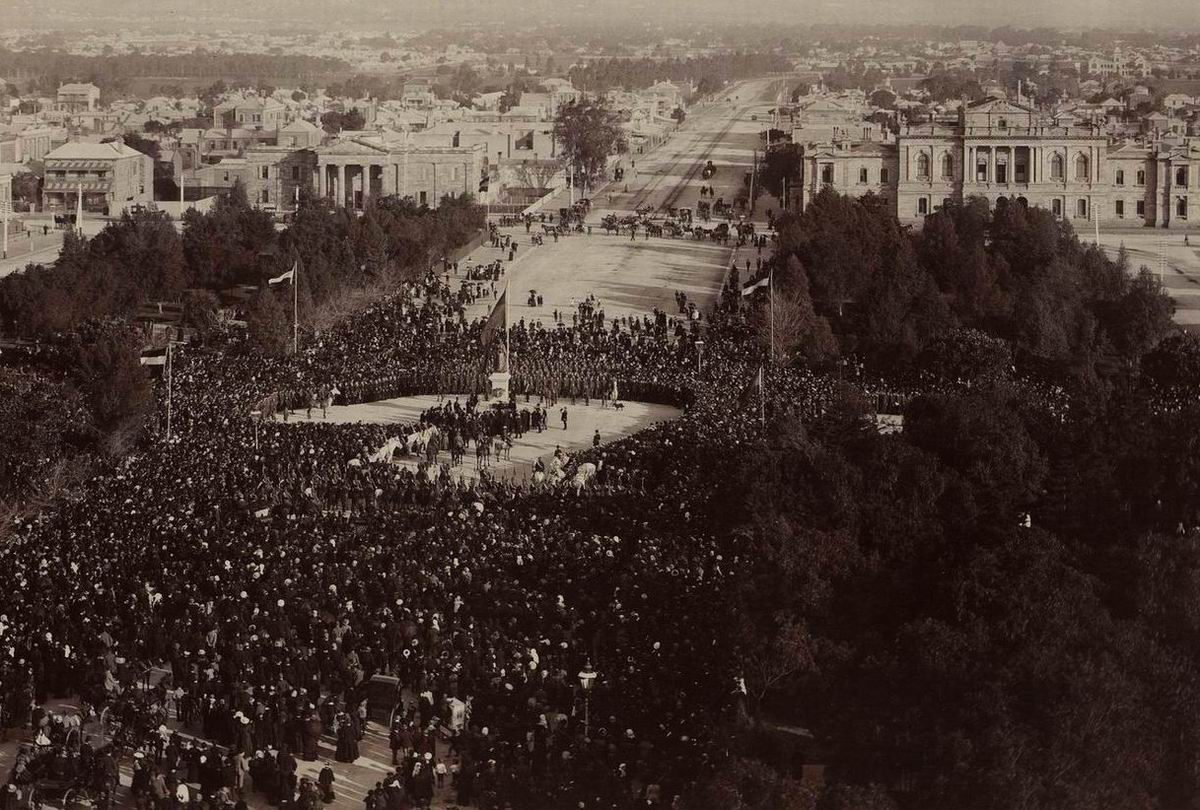
Церемонія, присвячена відкриттю статуї королеви Вікторії на площі Вікторії 11 серпня 1894 року.

У 1837 році генерал-маркшейдер полковник Вільям Світ вніс на карту план міста Аделаїди .  Конструкція включала центральну площу для функціонування координаційного центру Аделаїди та створення відкритого простору для активного відпочинку.  На своїй першій карті Світла називав площу «Велика площа».  В кінцевому підсумку вона була названий на честь принцеси Вікторії , потім спадкоємця престолу Англії .  До 1854 року на площі небуло ні дерев ,ні кущів, пізніше міська рада Аделаїди приступила до програми посадки, побудувала чотири широкі діагональні пішохідні доріжки і встановила дерев'яний паркан.  Інша робота на площі включала будівництво проїзної частини на схід-захід, що створило дві садові території.  Була також ідея побудувати  фонтан, але на цю ідею знадобилося ще 100 років.  До 1883 року планувалось розширити вулицю короля Вільяма прямо через площу Вікторії, розділивши її на чотири сади.  Оригінальну дерев'яну огорожу замінили прикрашені залізними перилами.  Статуя королеви Вікторії, яка піднялася на трон у червні 1837 року, була зведена в центрі площі в 1894 році. 

### ХХ століття
Макет залишився незмінним до 1967 року.  
Фонтан трьох річок Джона Дауі був побудований в пам'ять про візит королеви Єлизавети II і принца Філіпа в 1968 році.  Три річки Південної Австралії, Мюррей , Онкапарінга і Торренс , представлені чоловіком аборигена з ібісом , жінкою з чаплями і жінкою з чорним лебедям .  12 липня 1971 р. вперше на площі Вікторії злітав червоний, чорний і жовтий прапор аборигенів, розроблений Гарольдом Томасом .   Тепер він  постійно поруч з австралійським прапором на одному з двох високих флагштоків у центрі площі. 

### 21 століття
У 2002 році міська рада Аделаїди офіційно визнала спадщину територій, надавши подвійну назву Вікторія-сквер / Тарнданьянга.  Старе трамвайне депо на площі було також зруйновано,  там був старий штаб - квартира Sapol.  На його місці збудовано офісне приміщення SAWater.  У 2012 році міська рада Аделаїди затвердила фінансування на суму 24 мільйони доларів, щоб розпочати омолоджування площі Вікторія.  Будівництво розпочалося у березні 2013 року, а перший з двох запланованих етапів (північна половина) завершився у лютому 2014 року.  Планова реконструкція південної половини була затримана через відсутність фінансування.   Повна розробка включала: 
| - Переселення статуї королеви Вікторії трохи на північ - Майбутні "вогняні" тематичні твори - Перенесена трамвайна лінія - Вулиці по периметру - Центр інформаційного досвіду - Вода - Центр Муллабака (Центр культури Каурни) - Кафе - Продуктивні сади - Сади по периметру | - Подія Газон для розміщення середніх і великих подій </br> до 9000 чоловік, з терасами і зоною обслуговування - Розширена трамвайна зупинка - Велосипедний концентратор - Громадські туалети - Біо-фільтрація та садово-паркові сади - Садові тераси - Аркадійська гай переїхала - Альтанки - Периметральні стежки - Фонтан трьох річок перемістився на південь |

## Особливості
Розташована в центрі площі, поруч з площею Reconciliation Plaza, є статуя на честь королеви Вікторії від моделі CB Birch .   Статуя була подарована місту Сером Едвіном Смітом на основі дизайну, який було переглянуто в Англії в 1893 році.    Він був відлитий Moore & Co. Thames Ditton за допомогою бронзи, спеціально виготовленої з міді Wallaroo і Moonta ,  Вписаний просто з "Victoria RI", статуя спочатку була відкрита леді Сміт 11 серпня 1894 року.   Статуя була символічний загорнута в чорному , як знак жалоби після смерті королеви Вікторії в 1901 році   Протягом багатьох років церемонія покладання вінків проходила біля підніжжя статуї кожен 24 травня (або 23-го, коли була 24-а субота), річниця її народження в 1819 році.   Він був знятий, очищений і відполірований у травні 2013 року в рамках модернізації площі Вікторія і повернуто в грудні 2013 року в зміненому місці. 

### Примирення Plaza
У 2013 році дорогою Схід-Захід, що з'єднує вулиці Гроте і Уейкфілд, було названо Плато примирення.  На площі знаходяться два флагштоки,  під австралійським національним прапором і прапором аборигенів.  У 1971 р. На першому місці виникли прапори аборигенів на мітингу за права на землю.   Примирення Плаза була офіційно відкрита 26 травня 2014 року тодішнім міським головою Стівеном Ярвудом , головою Комітету примирення Івонною Агіусом та головою Джон Брауном «Подорож зцілення». 

### Марк Державного обстеження
Розташований у північній частині площі, Марк Державного обстеження вшановує розміщення першого прив'язки для обстеження міста Аделаїда генерал-інспектором полковником Вільям Світлом 11 січня 1837 року.  Цей знак опитування є точкою відліку для всіх інших міток дослідження в Південній Австралії .   Знак був відкритий разом із пам'ятною дошкою тодішнього міністра земель Сьюзан Ленхан 21 квітня 1989 року. 

### Фонтан трьох річок
Спочатку розташований в північній частині площі, пізніше він був переведений в південний кінець, і був офіційно відкритий тодішнім Лорд мер Стівен Ярвуд в липні 2014 року   Фонтан був зведений на честь візиту королеви Єлизавети II в Аделаїду в лютому 1963 року.  Вперше він був введений в експлуатацію герцогом Едінбурзьким 28 травня 1968 року. 
Скульптурний Джон Дові , центральний елемент у вигляді корони представляє королівський візит, а фонтан представляє три річки, з яких Аделаїда забирає воду; 
- Мюррей (зображений чоловіком аборигеном і ібісом )
- Торренс (зображений жінкою і чорним лебедям )
- Onkaparinga (зображена жінкою і чапля )

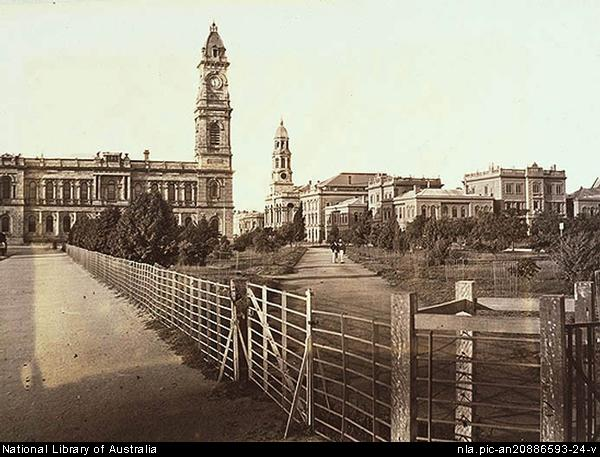
Площа Вікторії, дивлячись на північ, 1869
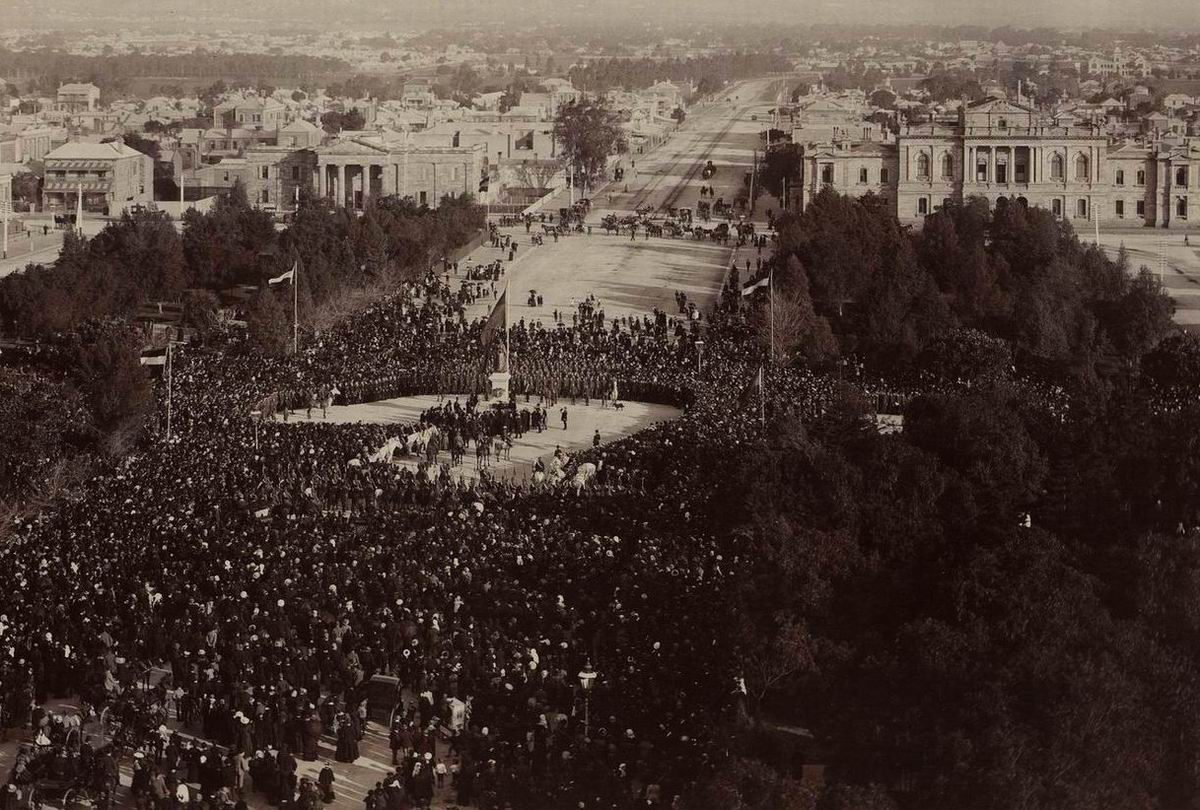
Відкриття статуї Вікторії, 1894
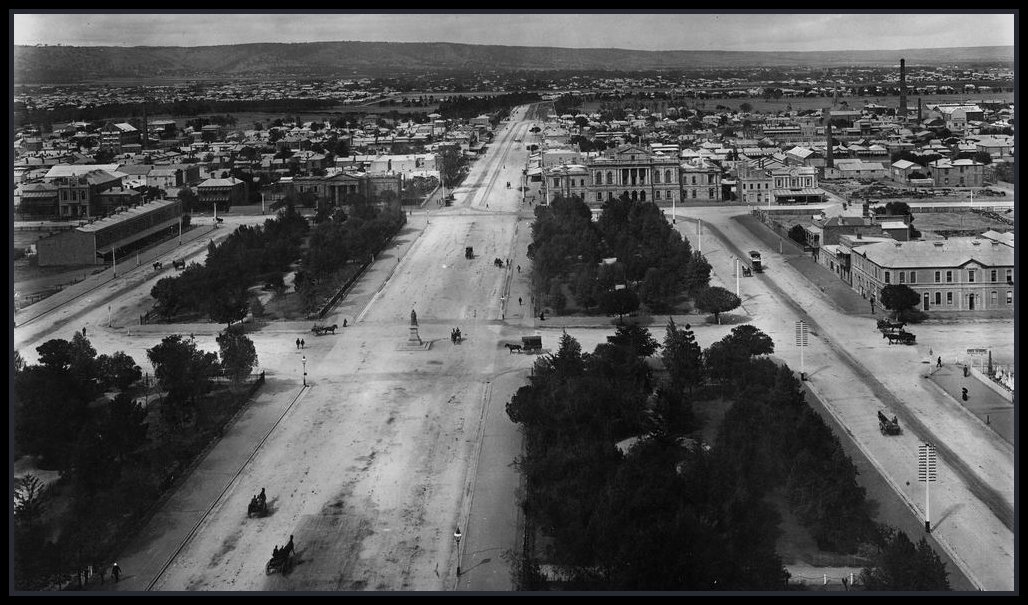
Площа Вікторії, дивлячись на південь, 1895
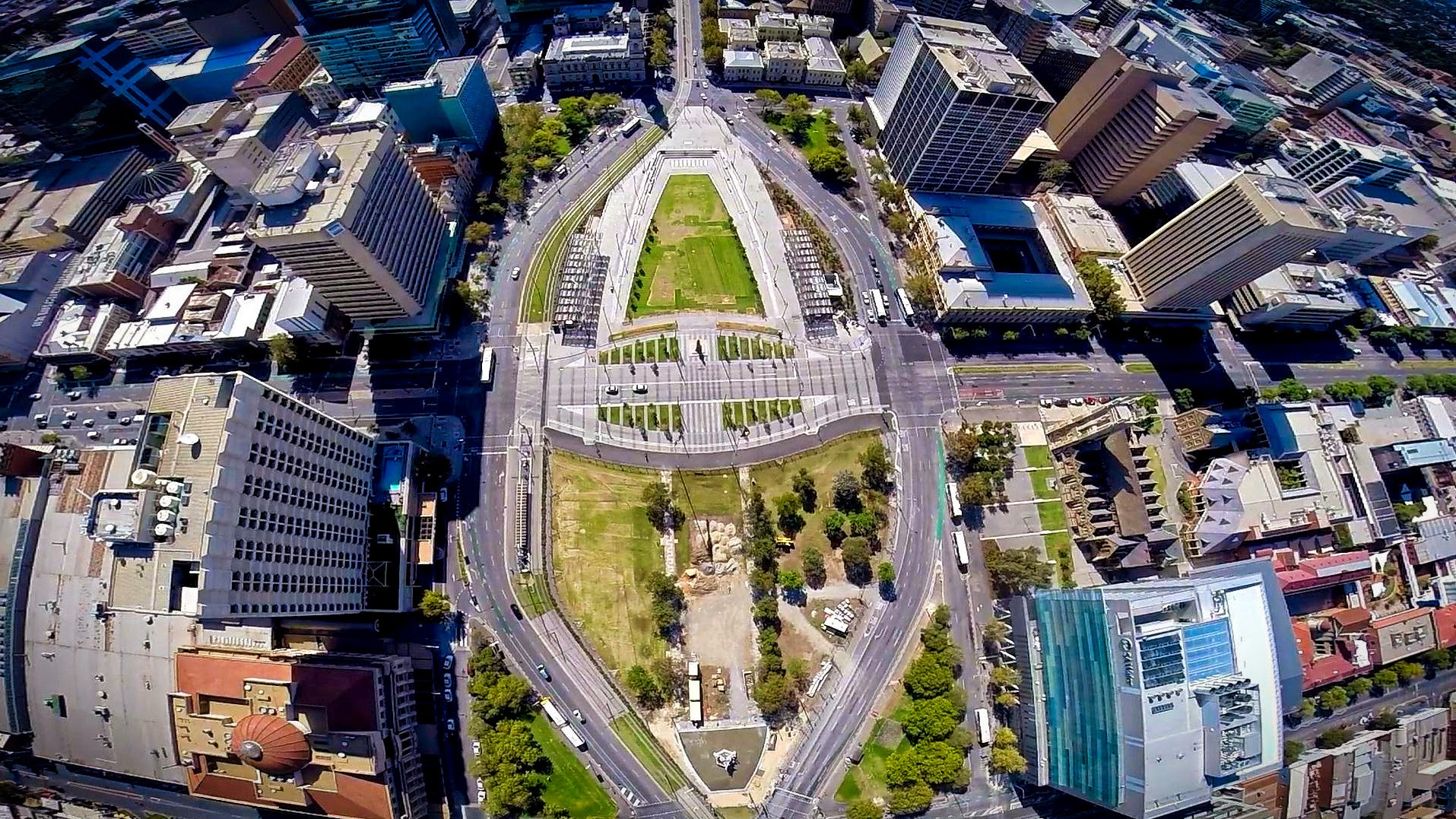
Панорамний вид, 2014
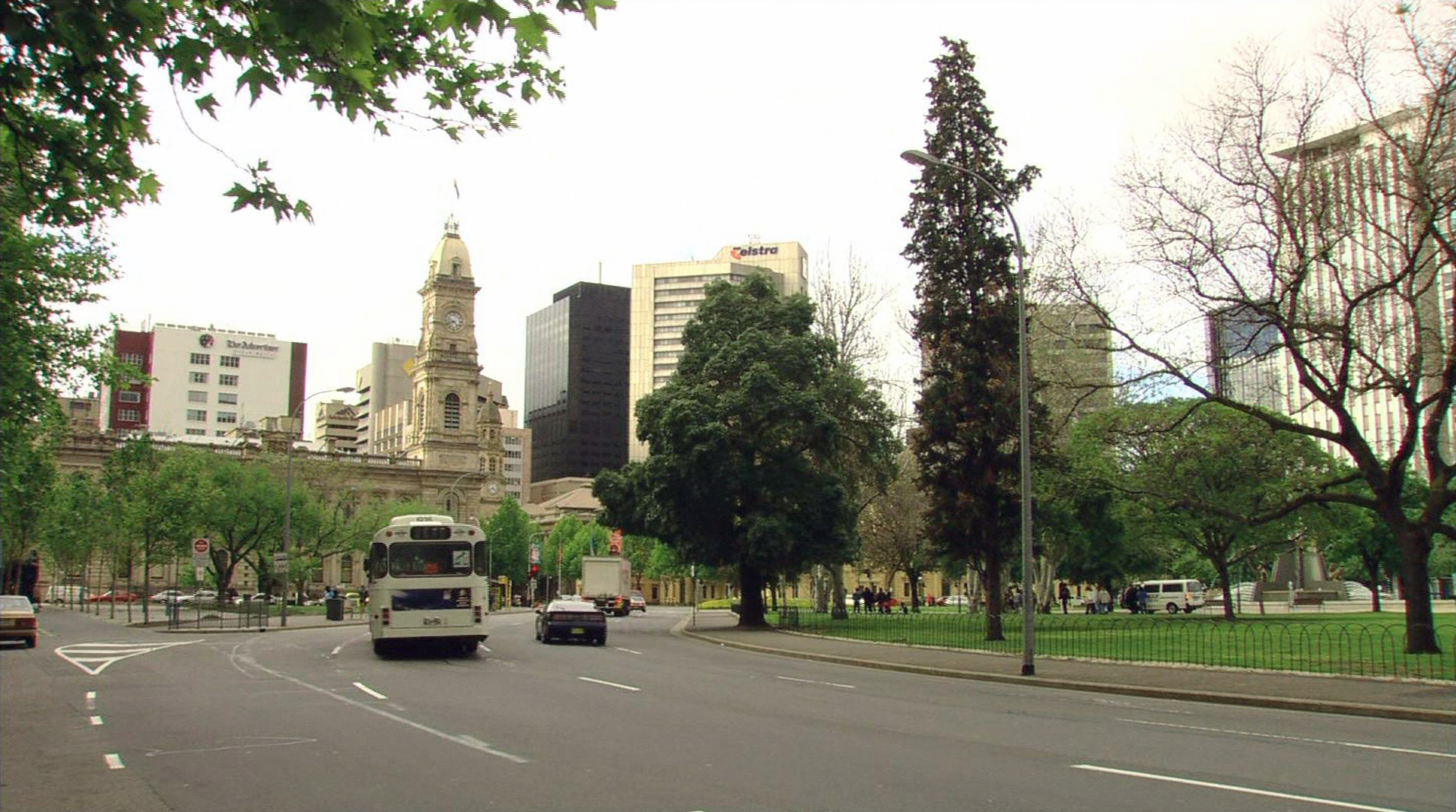
Північно-західний кут площі, 2006
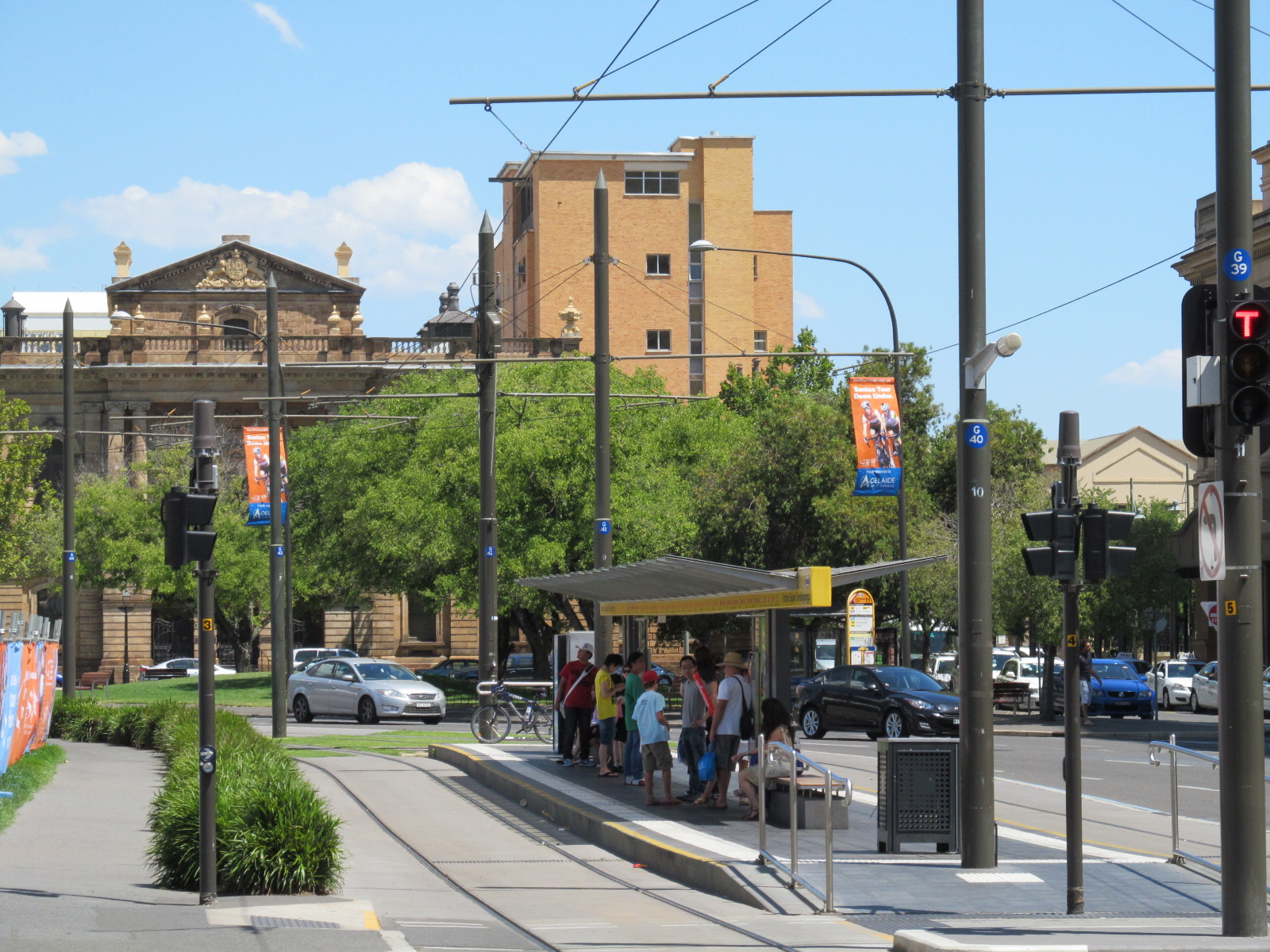
Трамвайна зупинка 2012 року
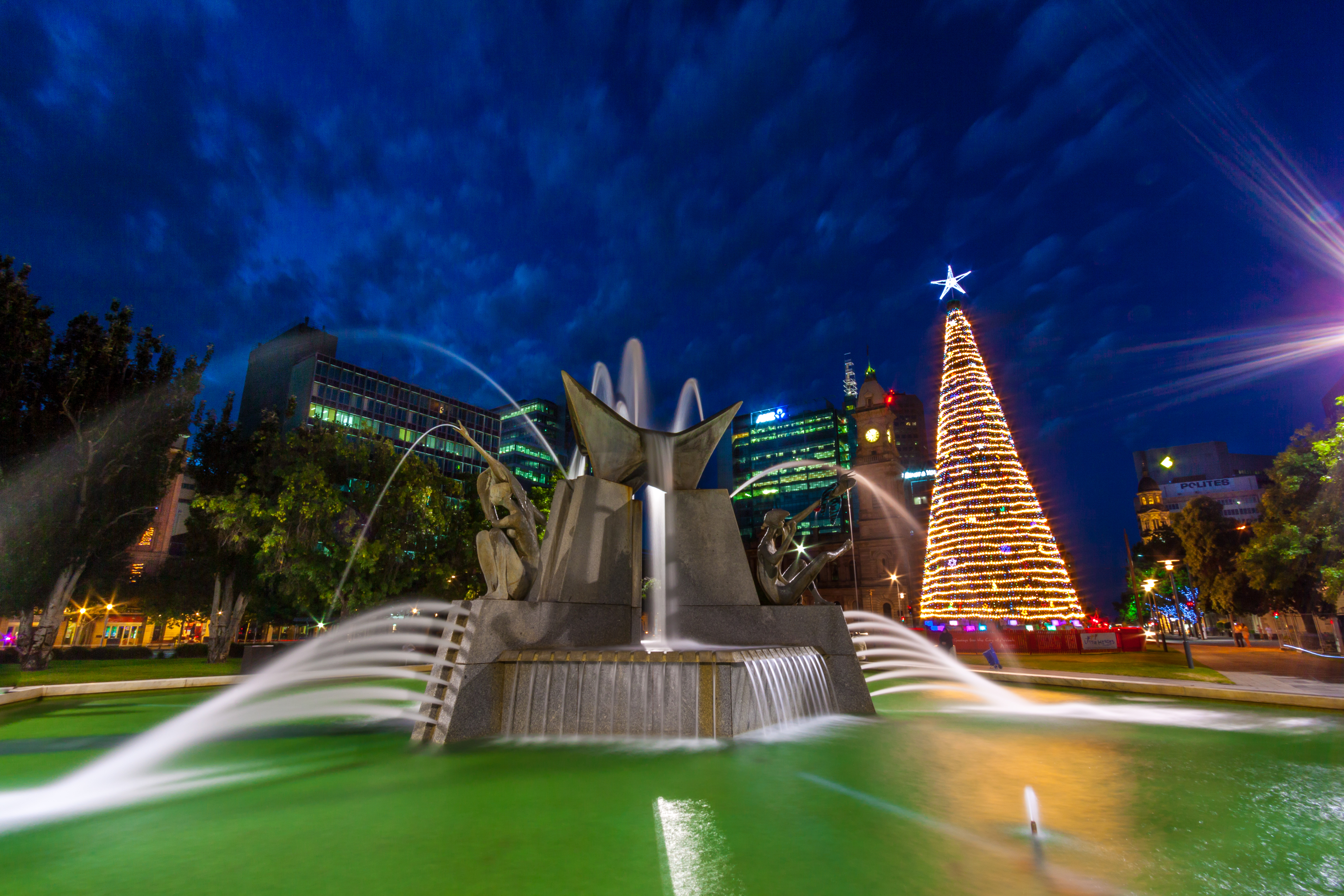
Фонтан і ялинку, 2012
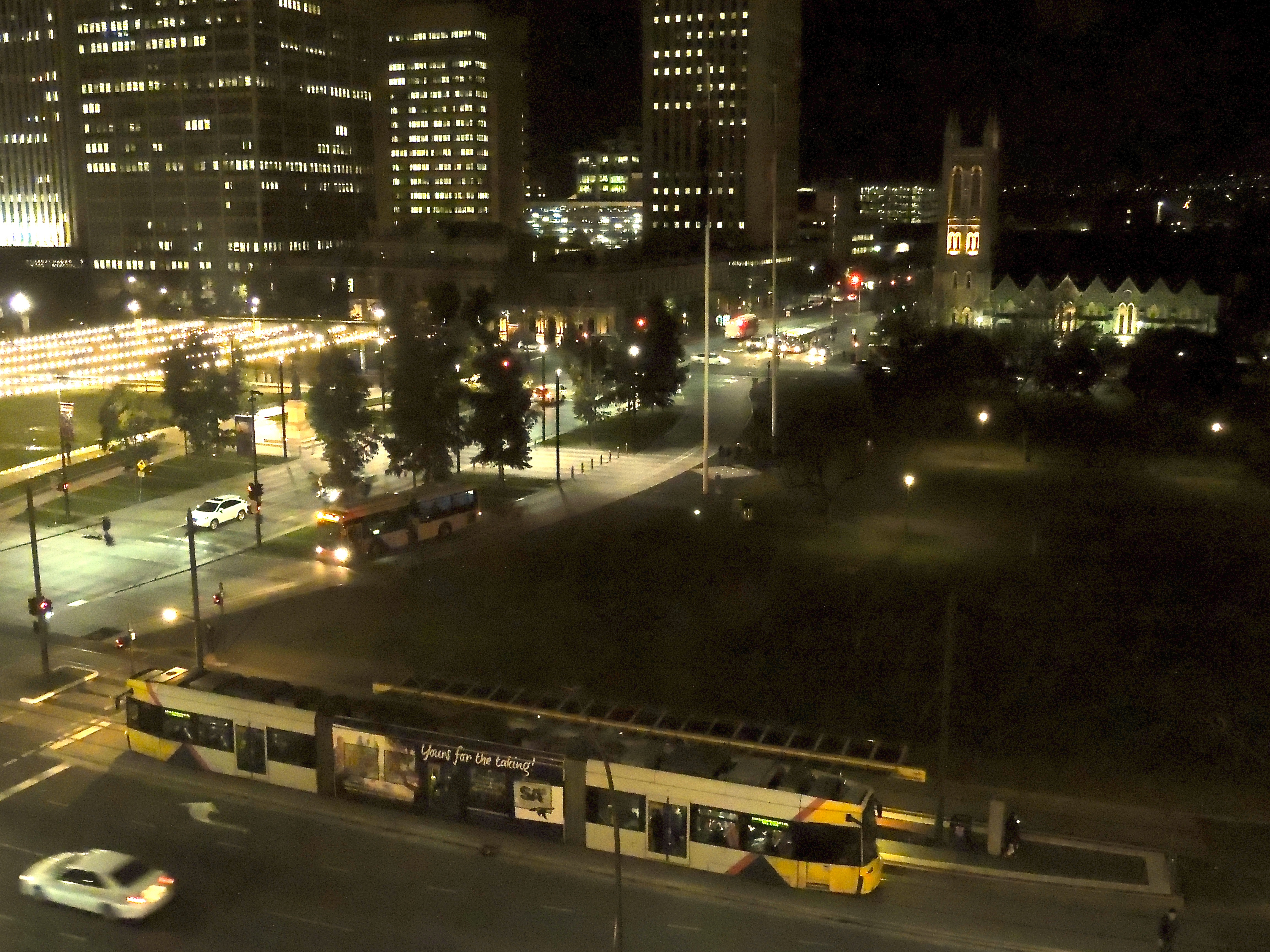
Нічний погляд на площу, 2017

1. ↑  Місто Аделаїда> Площа Вікторії - Tarntanyangga [Архівовано 30 серпня 2017 у Wayback Machine.] Отримано 7 липня 2017.
2. ↑  Kaurna Warra Pintyanthi> Тарнданьянга, "червоні кенгуру". Архів оригіналу за 12 липня 2019. Процитовано 21 березня 2019.
3. ↑  History of Adelaide through street names - Land forms. www.historysouthaustralia.net. Архів оригіналу за 14 червня 2008. Процитовано 9 квітня 2008.
4. ↑  Фонтан «Вікторія» завершив [Архівовано 21 березня 2019 у Wayback Machine.] InDaily , 31 липня 2014 року. Отримано 8 лютого 2017 року.
5. ↑  Tramline Extension. www.infrastructure.sa.gov.au. Архів оригіналу за 31 серпня 2007. Процитовано 9 квітня 2008.
6. ↑  Дослідження з збереження ботанічних садів Аделаїди - 5.0 Оцінка культурної [Архівовано 21 жовтня 2020 у Wayback Machine.] значущості DEWNR, 2006. Доступно 13 вересня 2014 року.
7. ↑  Adelaide Park Lands and Squares Дослідження культурного ландшафту> 3.1.33 Доповідь про площа Тарнданьянга / Вікторія [Архівовано 13 вересня 2014 у Wayback Machine.] Девід Джонс, Корпорація міста Аделаїди, 2007. Виявлено 13 вересня 2014 року.
8. ↑  Indigenous Australian flags. NAIDOC. Архів оригіналу за 6 липня 2011. Процитовано 11 липня 2011.
9. ↑  Архівована копія. Архів оригіналу за 24 вересня 2018. Процитовано 21 березня 2019.{{cite web}}:  Обслуговування CS1: Сторінки з текстом «archived copy» як значення параметру title (посилання)
10. ↑  Обговорення фінансування Ради на напівфабрикаті Vic Square [Архівовано 21 березня 2019 у Wayback Machine.] InDaily , 19 жовтня 2016. Отримано 8 лютого 2017 року.
11. ↑  Міська рада Аделаїди виявила генеральний план на $ 95 млн. Перепланування Вікторії на площі [Архівовано 18 лютого 2014 у Wayback Machine.] Sunday Mail (SA), 5 травня 2012 року.
12. ↑   Статуя була з поліпшеної моделі Береза, створена для індійського принца, по-різному цитується як махараджа з Oodeypore, Dodeypore і Bulrampore (ще не ідентифікований), відкритий князем Альбертом Віктором у 1889 році.
13. 1 2  Elton, Jude. Queen Victoria Monument. Adelaidia. History SA. Архів оригіналу за 28 грудня 2016. Процитовано 28 грудня 2016.
14. ↑  The Queen's Statue. South Australian Chronicle. 28 лютого 1894. Архів оригіналу за 13 серпня 2016. Процитовано 28 грудня 2016.
15. ↑  The Queen's Statue. South Australian Chronicle. Т. XXXVI, , № 1,853. South Australia. 24 лютого 1894. с. 7. Процитовано 17 травня 2016.{{cite news}}:  Обслуговування CS1: Сторінки з посиланнями на джерела із зайвою пунктуацією (посилання)
16. ↑  The Queen's Statue - The Unveiling Ceremony. South Australian Register. 13 серпня 1894. Архів оригіналу за 28 грудня 2016. Процитовано 28 грудня 2016.
17. ↑  Empire Day on May 23: Food Parcels for Britain. The Advertiser (Adelaide). South Australia. 14 травня 1947. с. 2. Процитовано 21 травня 2016.
18. ↑  Nunn, Louise (9 грудня 2013). Statue of Queen Victoria being cleaned and polished before return to Victoria Square in December. The Advertiser/AdelaideNow. Процитовано 28 грудня 2016.
19. ↑  Williams, Tim (27 листопада 2013). Adelaide City Council endorses renaming middle of revamped Victoria Square Reconciliation Plaza. News Corporation. City Messenger. Процитовано 14 грудня 2016.
20. ↑  Reconciliation Plaza in Victoria Square/Tarntanyangga. Adelaide City Council. Архів оригіналу за 20 грудня 2016. Процитовано 14 грудня 2016.
21. ↑  Victoria Square: The State Survey Mark, Reference Point. Waymarking.com. Архів оригіналу за 20 грудня 2016. Процитовано 14 грудня 2016.
22. ↑  Hough, Andrew (30 липня 2014). Water turned on at Adelaide’s historic Three Rivers Fountain in Victoria Square. News Corporation. The City. Процитовано 14 грудня 2016.
23. ↑  Three Rivers Fountain. Adelaidia. History Trust of South Australia. Архів оригіналу за 20 грудня 2016. Процитовано 14 грудня 2016.